# Ахмед аль-Хамісі
Ахмед аль-Хамісі (англ. Ahmad Al-Khamisi; повне ім'я — Ахмед Абдель Рахман аль-Хамісі / Ahmad Abdel Rahman Al-Khamisi; *28 січня 1948, Каїр) — єгипетський журналіст і письменник.

## Біографія
Ахмед аль-Хамісі народився 28 січня 1948 року в Каїрі в інтелігентній родині з середніми статками. Мати аль-Хамісі — вчителька, а батько Абдель Рахман аль-Хамісі (Abdel Rahman Al-Khamisi) — єгипетський поет та журналіст.
Ахмед аль-Хамісі розпочав журналістську кар'єру 1964 року.
Перші твори аль-Хамісі надрукували вже наступного, 1965 року, — короткі оповідання в часописах Sabah Al-Kheer («Доброго ранку !») та Al-Qessa.
Відомий на той час літератор Юсуф Ідріс ввів аль-Хамісі жо часопису Al-Kateb.
Перша збірка оповідань Ахмеда аль-Хамісі «Мрії, Птах, Карнавал» побачила світ у 1967 році, він спробував себе і в кіносценаристиці, написавши сценарій до стрічки «Респектабельні родини» (англ. Respectable Families, 1968).
У лютому 1968 року Ахмеда аль-Хамісі було заарештовано за участь у студентській демонстрації, його засудили й ув'язнили на 2 з половиною роки. З тюрми аль-Хамісі звільнили 1971 року.
1972 року він створив сценарій для фільму The Violet.
У цьому ж році відбувся крутий виток кар'єри аль-Хамісі, який багато в чому визначив його подальшу долю, — він залишив Єгипет і вирушив продовжувати навчання до СРСР. Там, у Московському університеті, він не лише пройшов ідеологічний вишкіл, добре освоїв російську, а й отримав кандидатське знання в галузі російської літератури (1992). А ще у 1980-х роках аль-Хамісі отримав Ленінську міжнародну премію «За зміцнення миру між народами» (збірка віршів «Єгипет любові та революції», 1980).
У цей же час аль-Хамісі працював кореспондентом для Радіослужби Абу-Дабі (Abu Dhabi broadcasting service, 1989-98), для еміратської газети Al Itihad (1991-98) та для єгипетських часописів Al-Ahaly та Al-Yasar.
У теперішній час Ахмед аль-Хамісі є членом Спілки журналістів Єгипту та Спілки письменників Єгипту. Він постійно друкує власні матеріали і розвідки в низці єгипетських та арабських часописів, переважно, на політичну тематику, також з питань культури.

## Творчість
Навіть навчаючись у Москві, Ахмед аль-Хамісі встигав багато і плідно друкуватись у Єгипті (Каїрі).
Власні твори А. аль-Хамісі — це переважно новели й суспільно-політична публіцистика, причому раніше виключно прорадянська, потому — різновекторна:
- «Москва сльозам вірить» (статті, 1991);
- «Війна в Чечні» (статті, 1996);
- «Шматок ночі» (збірка коротких оповідань, 2004);
- Зачинені двері між коптами та мусульманами в Єгипті (статті, 2008).

Ахмед аль-Хамісі відомий і як перекладач з російської — як класичних творів, так і публіцистики.
В українському літературному часописі «Всесвіт» у ч. 10 за 1983 рік надруковано український переклад оповідання Ахмеда аль-Хамісі «Чорнявенький ти мій…».